# Eupithecia scortillata
Eupithecia scortillata är en fjärilsart som beskrevs av Karl Dietze 1903. Eupithecia scortillata ingår i släktet Eupithecia och familjen mätare. Inga underarter finns listade i Catalogue of Life.